# Марія Анна Цвайбрюкен-Біркенфельдська
Марія Анна Цвайбрюкен-Біркенфельдська (нім. Maria Anna von Pfalz-Zweibrücken-Birkenfeld, 18 липня 1753—4 лютого 1824) — пфальцграфиня Цвайбрюкен-Біркенфельдська, в шлюбі — герцогиня Баварська, донька пфальцграфа Фрідріха Міхаеля Цвайбрюкен-Біркенфельдського та Марії Франциски Зульцбаської, дружина герцога Баварського Вільгельма.

## Життєпис
Марія Анна народилася 18 липня 1753 року у Шветцінгені. Вона була другою донькою і четвертою дитиною пфальцграфа Фрідріха Міхаеля Цвайбрюкен-Біркенфельдського та Марії Франциски Зульцбаської. Її старшого брата звали Карл Август, сестру — Марія Амалія. Ще один брат, Клеменс Август, помер ще до її народження. Мати з батьком невдовзі після народження молодшого сина Максиміліана стали жити нарізно. Марію Франциску згодом взагалі було вислано з країни. Вона змогла повернутися лише 1767 року, після смерті чоловіка.

1769 року вступила в шлюб старша сестра Марії Анни, Марія Амалія. Її прикладу наслідував 1774 року і Карл Август.

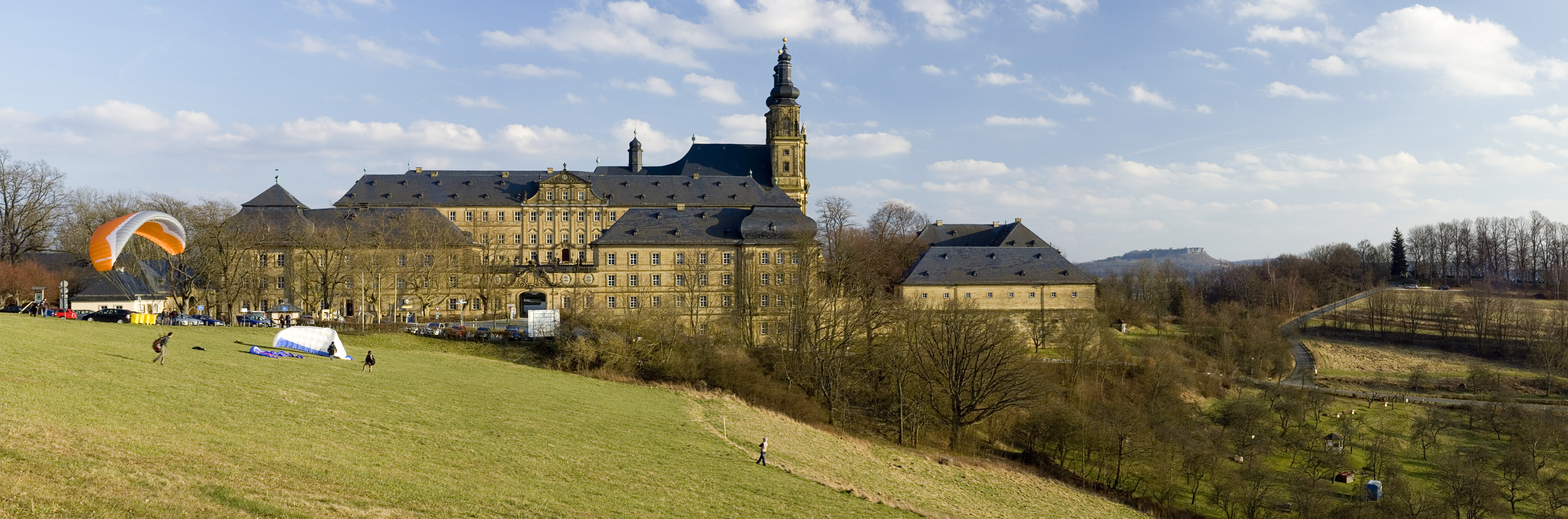
Монастир Банц

Сама ж Марія Анна була пошлюблена Вільгельмом Біркенфельд-Гельнхаузенським 30 січня 1780 року. Весілля відбувалось у Мангаймі. У подружжя після народження мертвого сина у 1782 році, народилося двоє здорових дітей.
16 лютого 1799 року Вільгельм отримав титул герцога Баварії.
Марія Анна померла у сімдесятирічному віці у Бамбергу. Похована в монастирі Банц.

## Родина
Чоловік — Вільгельм, герцог Баварський
Діти:
- Марія Єлизавета (1784—1849) — одружена із маршалом Франції Луї-Александром Бертьє, принцом де Ваграм, мала трьох дітей.
- Пій Август (1786—1837) — наступний герцог Баварії, одружений із Амелією Луїзою Аренберзькою, мав сина.